# Büllemoos
Büllemoos (dänisch: Bøllemose oder Byllemose) ist ein Ort der Gemeinde Wees im Kreis Schleswig-Flensburg.

## Lage
Büllemoose liegt nördlich vom Hauptort Wees an der Kreuzung Norderstraße/Glücksburger Chaussee. auf der hohen Kante des Weeser Berges. Die Glücksburger Chaussee, welche bei der Nordstraße (B 199) beginnt, führt zunächst über einen Kilometer an der Westseite des Hauptortes Wees entlang, erreicht danach Büllemoose und führt anschließend nach Rothenhaus und letztlich nach Glücksburg. Die Norderstraße führt weiter zum Hauptort Wees und durchläuft ihn ein ganzes Stück.

## Geschichte
Der Name Büllemoos ist erstmals 1685 schriftlich dokumentiert und setzt sich aus den Wortbestandteilen „Büll“ und „Moos“ zusammen. Das „Büll“ leitet sich entweder vom dänischen Pflanzennamen „bølle“' für Rauschbeere (auch Moorbeere oder Trunkelbeere genannt) ab oder deutet auf eine Wohnstätte, einen Einzelhof oder mehrere einzeln liegende Höfe, also eine kleine Siedlung hin (vgl. mit dem Suffix -büll sowie dem Flächenmaß „Bohle“, welches einer Hufe entspricht.) Das „Moos“ (dänisch mose, altnord. mosi) weist auf ein Moor hin. Büllemoos bedeutet also entweder „Moor mit Trunkelbeeren“ oder „Wohnplatz am Moor“. Das namensgebende Moor selbst fungierte früher als Torfmoor für das Dorf Wees. Es wurde offensichtlich später trockengelegt. Die gleichnamige Siedlungsstelle mit einem Hof und zwei Katen kam 1779 unter die Munkbrarupharde, seit 1871 zur Gemeinde Wees gehörend. Auf einer recht detaillierten, dänischen Karte von 1857/58 war der Ort als „Böllemose“ schon verzeichnet. 1961 zählte Büllemoos 25 und 1970 43 Einwohner. Bei Büllemoos befindet sich heutzutage neben einigen kleineren Häusern, der große landwirtschaftliche Betrieb der Familie Hansen (Lage), mit einer Schweinemast und einer Biogasanlage.